# Championnat des Îles Turques-et-Caïques de football 2007-2008
Navigation
MFL Super 4s 2006-2007 MFL Super 4s 2008-2009
La saison 2008-2009 de MFL Super 4s est la 10e édition du Championnat des Îles Turques-et-Caïques de football.
Le championnat oppose cinq clubs des Îles Turques-et-Caïques en une série de douze rencontres jouées durant la saison de football. Les quatre clubs participants au championnat sont confrontés à trois reprises aux quatre autres. La compétition débute le 25 octobre 2007 et se termine le 25 avril 2008.

## Compétition

### Classement
Le classement est établi sur le barème de points classique (victoire à 3 points, match nul à 1, défaite à 0).
| Rang | Équipe             | Pts | J  | G | N | P  | Bp | Bc | Diff |
| ---- | ------------------ | --- | -- | - | - | -- | -- | -- | ---- |
| 1    | PWC Athletic       | 25  | 12 | 8 | 1 | 3  | 48 | 24 | +24  |
| 2    | Beaches FC         | 23  | 12 | 7 | 2 | 3  | 51 | 17 | +34  |
| 3    | Provopool FC       | 23  | 12 | 7 | 2 | 3  | 54 | 26 | +28  |
| 4    | Caribbean Concrete | 11  | 12 | 3 | 2 | 7  | 22 | 77 | -55  |
| 5    | SWA Sharks         | 4   | 12 | 1 | 1 | 10 | 23 | 54 | -31  |